# Cappella di St. Govan
La cappella di San Govan (St Govan's Chapel) è una chiesa localizzata nel promontorio di St Govan's Head (a sud del villaggio di Bosherston), nella contea gallese del Pembrokeshire (Galles sud-occidentale).
Costruita sul fianco di una rupe calcarea, la costruzione misura 20 piedi per 12 piedi (6,1 metri per 3,7 metri) con muri costruiti da calcare e consta di una sola camera La maggior parte della cappella fu costruita nel XIII secolo, anche se parti di essa potrebbero risalire al VI secolo, quando San Govan, un monaco, si trasferì nella grotta che si trovava sul sito della cappella. Una leggenda racconta che San Govan sia sepolto sotto l'altare della cappella, situato all'estremità orientale della chiesa. L'ingresso della costruzione è raggiungibile tramite una porta sul lato nord; panchine basse in pietra percorrono le pareti nord e sud; e sul lato occidentale si trova un campaniele a vela vuoto. Si ritiene che il tetto, in ardesia, sia un'aggiunta moderna rispetto al resto della chiesa.
La costruzione è accessibile dalla scogliera scendendo 52 scalini, anche se le organizzazioni turistiche propagano la leggenda secondo cui, se contati, il numero di scalini cambi in salita e in discesa.
La costruzione fu classificata con lo status di Grade I il 2 agosto 1996. Oggi la cappella rientra nell'ambito del MOD Castlemartin East Firing Range, che limita l'accesso alla cappella quando la zona è chiusa al pubblico per attività militari.
La cappella è stata usata come location negli episodi 1-3 della terza stagione della serie BBC His Dark Materials.

## Leggenda
Si racconta che San Govan ebbe almeno due incontri ravvicinati con i pirati. Nel V o VI secolo, viveva nel Pembrokeshire un santo di nome Govan. Un giorno, mentre camminava lungo la costa meridionale della contea, fu avvistato e inseguito da una banda di sanguinari pirati. Miracolosamente, mentre fuggiva, una fenditura si aprì nella scogliera sopra di lui, permettendogli di nascondersi al suo interno. Lo spazio era talmente stretto che, ancora oggi, si possono vedere le impronte lasciate dalle sue costole sulla roccia.
San Govan rimase nascosto finché i pirati non salparono via. Poi, miracolosamente, la fenditura si riaprì. Tuttavia, il santo decise presto che la cosa più sicura fosse continuare a vivere in quella cella rocciosa. Sopravviveva mangiando pesce fresco pescato nell’oceano e bevendo l’acqua di una sorgente sacra che scorreva lì vicino. Possedeva anche una campana magica che suonava, probabilmente per avvertire chiunque si trovasse nei paraggi, ogni volta che i pirati ritornavano.
I pirati, infastiditi dalla campana, riuscirono con astuzia a rubarla. Ma la giustizia si abbatté su quegli uomini malvagi: una terribile tempesta si scatenò e la loro nave affondò. Gli angeli allora recuperarono la campana e, quando la riportarono a San Govan, la rinchiusero all’interno di una grande roccia affinché non potesse più essere rubata. Da quel momento, ogni volta che San Govan percuoteva la roccia nei momenti di bisogno, essa emetteva un suono mille volte più potente della campana originale.
Se oggi si scende fino alla cappella di San Govan, si può ancora vedere la “roccia della campana”. La leggenda vuole che, se si esprime un desiderio mentre si è in piedi nella fenditura della roccia, esso si avvererà – a patto di non cambiare idea prima di voltarsi.